# رولربال (فیلم ۲۰۰۲)
رولربال (به انگلیسی: Rollerball) یک فیلم سینمایی علمی تخیلی محصول سال ۲۰۰۲ به کارگردانی جان مک‌تیرنان است. این اثر بازسازی فیلم رولربال (فیلم ۱۹۷۵) می‌باشد. داستان این فیلم برخلاف فیلم قبلی، در زمان حال جریان دارد.

## داستان
بزرگ‌ترین اتفاق در سال ۲۰۰۵ یک ورزش خشونت‌آمیز می‌باشد که می‌تواند عواقب وحشتناکی همچون مرگ را به دنبال داشته باشد…